# Шуја (Жилина)
Шуја (слч. Šuja) насељено је мјесто са административним статусом сеоске општине (слч. obec) у округу Жилина, у Жилинском крају, Словачка Република.

## Становништво
| Година:    | 1994. | 2004. | 2014.   | 2024.   |
| ---------- | ----- | ----- | ------- | ------- |
| Број људи: | 0     | 318   | 304     | 323     |
| Разлика:   |       | –     | -4,40 % | +6,25 % |

| Година:    | 2023. | 2024.   |
| ---------- | ----- | ------- |
| Број људи: | 318   | 323     |
| Разлика:   |       | +1,57 % |

Према подацима о броју становника из 2024. године насеље је имало 323 становника.